# Mîhnivka, Reșetîlivka
Mîhnivka (în ucraineană Михнівка) este un sat în comuna Meakenkivka din raionul Reșetîlivka, regiunea Poltava, Ucraina.

## Demografie
Componența lingvistică a localității Mîhnivka
     Ucraineană (95,59%)
     Rusă (3,02%)
     Alte limbi (0,23%)
Conform recensământului din 2001, majoritatea populației localității Mîhnivka era vorbitoare de ucraineană (95,59%), existând în minoritate și vorbitori de rusă (3,02%).